# 竹田文吉
竹田 文吉（たけだ ぶんきち、1864年4月20日（元治元年3月15日） - 1925年（大正14年）4月6日）は、日本の政治家。衆議院議員（1期）。

## 経歴
播磨国飾東郡御着村（兵庫県飾磨郡御国野村大字御着を経て現姫路市）で生まれた。漢学を学ぶ。三等郵便局長、村会議員、兵庫県会議員、同常置委員、同副議長となる。また、(株)神戸魚鳥青物定市場取締役、朝日樟脳精製(資)業務執行社員、神戸電気(株)監査役を務めた。
1908年の第10回衆議院議員総選挙において兵庫県郡部から憲政本党公認で立候補して当選した。衆議院議員を1期務め、1912年の第11回衆議院議員総選挙には出馬しなかった。1925年死去。